# Silke Kraushaar-Pielach
Silke Kraushaar-Pielach, née le 10 octobre 1970 à Sonneberg, est une lugeuse allemande. Elle a gagné le titre olympique en 1998 à Nagano ainsi que le titre mondial en 2004 sur la même piste.

## Palmarès

### Jeux olympiques
- Jeux olympiques d'hiver de 1998 à Nagano
  -  Médaille d'or en luge individuelle
- Jeux olympiques d'hiver de 2002 à Salt Lake City
  -  Médaille de bronze en luge individuelle
- Jeux olympiques d'hiver de 2006 à Turin
  -  Médaille d'argent en luge individuelle

### Championnats du monde
- Médaille d'or en luge individuelle en 2004 à Nagano.
- Médaille d'argent en luge individuelle en 2003 à Sigulda.
- Médaille d'argent en luge individuelle en 2001 à Calgary.
- Médaille d'or en luge par équipe 2001 à Calgary.
- Médaille d'or en luge par équipe 2000 à St. Moritz.
- Médaille d'argent en luge par équipe 1999 à Königssee.
- Médaille d'argent en luge par équipe 1997 à Igls.
- Médaille d'or en luge par équipe en 2007 à Igls.
- Médaille de bronze en luge individuelle en 2007 à Igls.
- Médaille de bronze en luge individuelle en 2008 à Oberhof.

### Coupe du monde
- 5 gros globe de cristal en individuel : 1999, 2001, 2002, 2006,  et 2007.
- 76 podiums individuels : 
  - en simple : 36 victoires, 26 deuxièmes places et 14 troisièmes places.
- 11 podiums en relais : 8 victoires et 2 deuxièmes places et 1 troisième place.

### Championnats d'Europe de luge
- Médaille d'or en luge individuelle en 1998, 2002, 2004 et 2006.
- Médaille d'or en luge par équipe en 1998, 2004 et 2006.
- Médaille d'argent en luge individuelle en 2000, 2002 et 2008.